# ロレートの聖母 (ラファエロの絵画)
『ロレートの聖母』（ロレートのせいぼ, 伊: Madonna del Velo, 仏: La Vierge de Lorette）は、盛期ルネサンスの画家ラファエロ・サンティが描いた絵画。板に油彩で描かれた板絵で、現在はシャンティイのコンデ美術館が所蔵している 。
『ロレートの聖母』は数世紀にわたって同じくラファエロの『教皇ユリウス2世の肖像』 (Portrait of Pope Julius II）とともに保管されていた。最初はサンタ・マリア・デル・ポポロ教会 (en:Santa Maria del Popolo)、次にプライベートコレクションで、このときに保管されていた場所ははっきりとしていない。これら2点の絵画の歴代所有者と来歴を明らかにするのは難しい。どちらの作品にも多くの模写が存在するために誤った記録も多く、重要な記録の精査が遅れていたりするためである。さらには『ロレートの聖母』という現在の通称も、もともとはロレートのサントゥアリオ・デッラ・サンタ・カーザに所蔵されていた、一時期はラファエロの真作と考えられていた模写に付けられていた名前である。現在ではこのサントゥアリオ・デッラ・サンタ・カーザに所蔵されていたのは間違いなく模写とされているが、作品名は誤った名称のままに定着してしまった。

## 外観

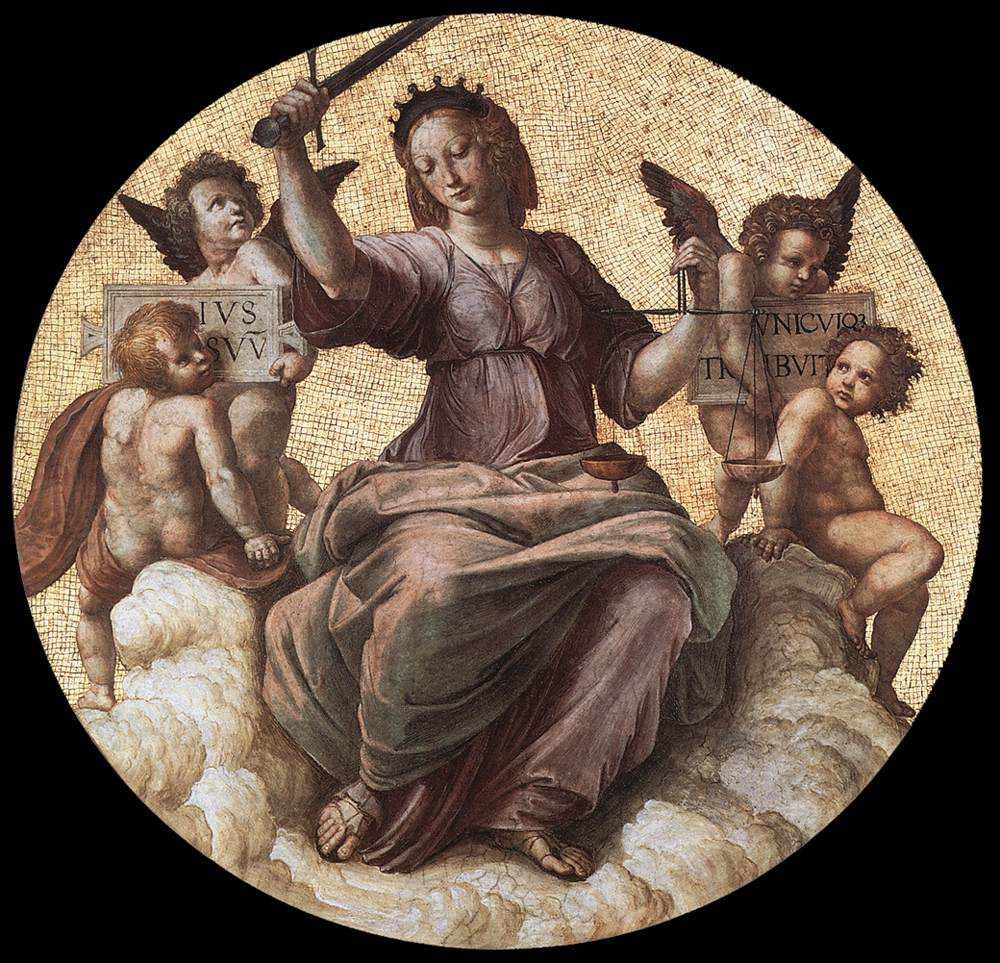
ヴァチカン宮殿ラファエロの間のひとつ「署名の間」に描かれた『正義の女神』（1509年 - 1511年）。衣服、ポーズ、頭部の向きなどに『ロレートの聖母』との共通点が見られる。

『ロレートの聖母』は、柔和でくつろいだ雰囲気を感じさせる作品である。目覚めたばかりの幼児キリストが聖母マリアのヴェールにじゃれつき、どこか憂鬱な表情をした聖ヨセフが陰ながらこの情景を見つめている。
ルネサンス期の絵画作品においてマリアのヴェールは、生誕後間もないキリストをマリア自身がかぶっていたヴェールでくるんだという伝承をあらわし、さらには将来のキリストの磔刑の予兆を意味する象徴として使用されていた。
ヨセフが憂鬱な表情で描かれているのは、ヨセフが天啓を受けたことと、将来キリストに起こる受難を意味しているとされている。また、『ロレートの聖母』には当初聖母子しか描かれておらず、ヨセフは後から描き足されたと考えられる。X線を使用した解析で、ヨセフが描かれているマリアの肩上部にはもともと窓が描かれており、ヨセフはこの窓を塗りつぶして上描きされていることが判明している。またこの解析からはキリストの右足も現在の位置とは異なっていたことが分かっており、これらの変更箇所はラファエロが『ロレートの聖母』制作時に描いた下絵のドローイングと一致している。
『ロレートの聖母』に描かれたマリアの衣服、ポーズ、傾けた頭部の向きなどは、ほぼ同時期に描かれたヴァチカン宮殿ラファエロの間の「署名の間」の『正義の女神』を連想させる。また、1512年から1518年ごろにかけて描かれた『青い冠の聖母』との共通点も見られる。

## 作品名
『ロレートの聖母』の来歴は、絵画の題名が一定しておらずいろいろな名称で呼ばれたことによる記録の混乱など、さまざまな理由で追跡することが困難となっている。また、この作品から模写された絵画は100点以上にのぼっており、ラファエロの絵画作品の中でももっとも多く模写が存在する作品のひとつであることも混乱に拍車をかけている。
- ローマのサンタ・マリア・デル・ポポロ教会が所蔵していたときには『デル・ポポロの聖母』[8][9] あるいは単に『聖家族』[2][8] と呼ばれていた。
- 『ヴェールの聖母』と呼ばれることもあったが[1][2] 確たる呼び方ではなく、同じくヴェールが描かれている『青い冠の聖母』も『ヴェールの聖母』と呼ばれていた。
- 現在もっとも一般的な題名は『ロレートの聖母』だが[3][4][5][7][9][10][11][12]、ラファエロが描いたオリジナル作品はロレートで所蔵されていたことがないために、この題名は正しいものではない。
- この作品を現在所蔵しているフランスのシャンティイにあるコンデ美術館では『ロレートの聖母』と呼称されている。

## 来歴
現在知られる『ロレートの聖母』の来歴は、過去の記録、作品自体の精査、現存する下絵から解析されたものである。数世紀にわたって『ロレートの聖母』は『教皇ユリウス2世の肖像』とともに所蔵されていた。最初はローマのサンタ・マリア・デル・ポポロ教会 (en:Santa Maria del Popolo)、次にプライベートコレクションで、このときの保管場所はわかっていない。この作品には模写が非常に多いが、現在フランスのコンデ美術館が所蔵する絵画こそが、ラファエロの真作であると見なされている。

### サンタ・マリア・デル・ポポロ教会

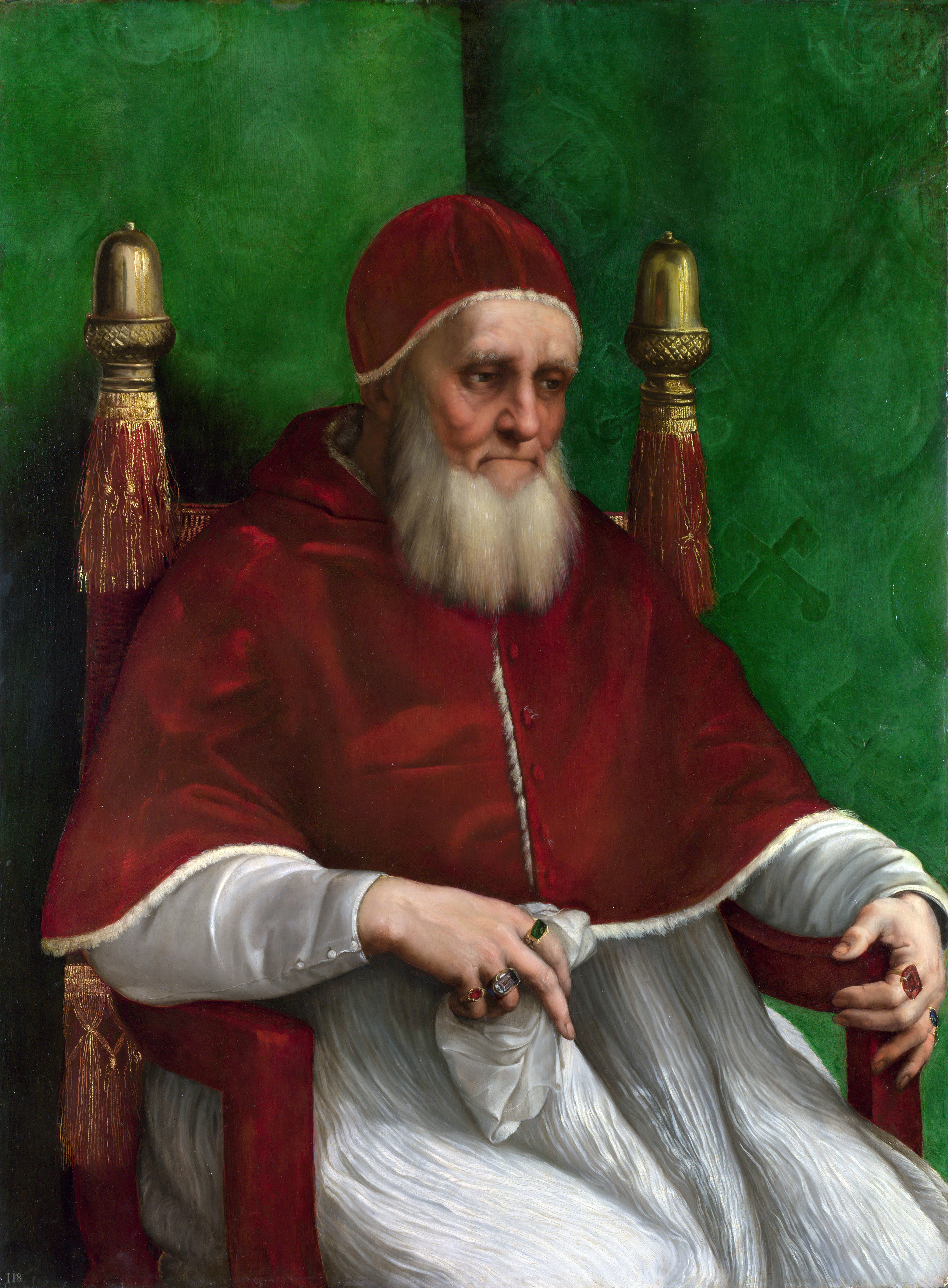
『教皇ユリウス2世の肖像』（1511年 - 1512年）
ナショナル・ギャラリー（ロンドン）所蔵。数世紀にわたり『ロレートの聖母』とともに保管されていたラファエロが描いた肖像画。

ローマ教皇ユリウス2世が、ラファエロに『ヴェールの聖母』と自身の肖像画のデイ作をラファエロに依頼したのは、ローマの玄関口にあたるポポロ広場の サンタ・マリア・デル・ポポロ教会に宿泊中のことだった。完成した作品はどちらもサンタ・マリア・デル・ポポロ教会の所蔵となり、この当時は『ヴェールの聖母』は『デル・ポポロの聖母』あるいは『聖家族』という名称で呼ばれていた。
ローマのサンタ・マリア・デル・ポポロ教会とその付属する礼拝堂には、様々なルネサンス芸術家による装飾がなされたが、最初に装飾を手がけたのはラファエロである。『ローマ教皇ユリウス2世の肖像』と『ロレートの聖母（デル・ポポロの聖母）』は主要な聖人の記念日と 大聖日に公開され、飾りつけられた作品だった。
この2点の作品はほぼ同じ大きさであり、セットで飾ることを前提として制作されたとされている。どちらの作品も垂直方向への視点が強調されており、伏目がちな人物像の目線が作品に瞑想的な印象を与えている。人物像の配置や光の表現からも、これらの作品が円天上の礼拝堂主祭壇の両側にそれぞれ配置されることを意図していたと考えられる。所有者がサンタ・マリア・デル・ポポロではなくなっても『教皇ユリウス2世の肖像』と『ロレートの聖母』はペアで所蔵されていたが、現在では『教皇ユリウス2世の肖像』はロンドンのナショナル・ギャラリーの所蔵となっている。ユリウス2世が死去する1513年に、ベネディクト会サン・シスト修道院を通じてラファエロに描かせた『システィーナの聖母』において、マリアの足元に古代のローマ教皇シクストゥス2世』がひざまずいて描かれていることからも、ユリウス2世が聖母マリアを崇敬していたことがわかる。
サンタ・マリア・デル・ポポロ教会が手放して以降の『ロレートの聖母』の行方は推測の域を出ない。多くの模写が描かれたことや、重要な記録の精査が進んでいないことも来歴がはっきりとしていない要因である。

### スフォンドラート枢機卿
1591年に『教皇ユリウス2世の肖像』と『ロレートの聖母』は、ローマ教皇グレゴリウス14世の甥で、後に枢機卿となるパオロ・エミリオ・スフォンドラートが、サンタ・マリア・デル・ポポロ教会から入手し、1608年に枢機卿シピオーネ・ボルゲーゼへと売却した。

### ボルゲーゼ・コレクション
1608年にシピオーネ・ボルゲーゼが購入した両絵画は、1693年時点のボルゲーゼ家の絵画コレクションの記録に記載されている。

### コンデ美術館
1979年10月にコンデ美術館が「ロレートの聖母 (La Madona de Lorette)」という展示会を開催し、新しい記録資料をもとにコンデ美術館が所蔵する『ロレートの聖母』がラファエロの真作であることが判明したと発表した。この展示会はフランス学士院が後援し、ルーヴル美術館の監修のもと、コンデ美術館が開催したものだった。1979年以前にはコンデ美術館が所蔵していた『ロレートの聖母』は、ラファエロの弟子ジャンフランチェスコ・ペンニの作品だと考えられていた。1789年から1799年のフランス革命以来『ロレートの聖母』の所在は不明となってはいるが、現在ではコンデ美術館の絵画ラファエロの真作であると見なされている。
コンデ美術館の『ロレートの聖母』がラファエロの真作とされているのにはいくつかの理由がある。まず作品自体の品質が極めて高く、「主題の驚くべき調和、力強さと優美さの絶妙な融合」が見られ「ラファエロの最高傑作の一つ」とされる。さらにX線を使用した解析で、ラファエロが描いた下絵通りに聖母子像が完成した後にヨセフが描かれたことが判明し、この変更はラファエロ本人にしかなしえず、模写ではありえないことがあげられる。

## ロレート
過去にラファエロの真作と考えられていた模写である『ロレートの聖母』 をロレートの教会に遺贈したのは、ローマ出身のジローラモ・ロットリオである。その後、1759年にこの作品は失われてしまい、質の低い模写が代替品として飾られていた。コンデ美術館が所蔵する真作の『ロレートの聖母』が、実際にはロレートにあったことが一度もないことを考慮すると、この作品の正しい題名は最初の所蔵場所であったポポロ、あるいは現在の所蔵場所であるシャンティイにちなんだ名称とするのが適切であると考えられる。

## 銅版画、リトグラフ
16世紀の版画家ミケーレ・グレッチ・ルッケーゼが1553年に『ロレートの聖母』の版画を制作している。
1814年に開かれた美術展サロン・ド・パリで、ラファエロのようなオールド・マスターの傑作を版画として制作することで知られていたジョセフ・テオドール・リコムが、ラファエロの『ロレートの聖母』と『アダムとイヴ』をこれまでにない高品質で現代の版画に蘇らせたとして、メダルを授与されている。
奴隷制廃止論者ハリエット・ビーチャー・ストウは、アメリカの南北戦争終結後にフロリダを旅したときの小旅行記『パルメット・リーブズ』（1873年）で、ミナという名前の女性が『ロレートの聖母』のリトグラフを見たときに発した言葉を詳細に記録している。